# Rifugio Arbolle
Il rifugio Arbolle è un rifugio situato nel comune di Charvensod (AO), nelle Alpi Graie, a 2.507 m s.l.m.

## Storia
Il rifugio fu inaugurato nel 1998 ed è una tipica costruzione in pietra e legno.

## Caratteristiche e informazioni
Si trova nei pressi del lago di Arbolle.

## Accessi
Il rifugio è raggiungibile partendo da Pila, frazione di Gressan. Da Pila si raggiunge la località Chamolé (2.311 m) o con la seggiovia oppure a piedi. Da Chamolé si continua per sentiero fino al col de Chamolé (2.641 m). Dal colle si scende al rifugio.

## Ascensioni
- Monte Emilius - 3.559 m
- Punta Garin - 3.448 m
- Becca di Nona - 3.142 m